# شوهی هاشیموتو
شوهی هاشیموتو (انگلیسی: Shohei Hashimoto؛ زادهٔ ۳۱ دسامبر ۱۹۹۳) بازیگر، صداپیشه، بازیگر تئاتر، و شخصیت‌های تلویزیونی در ژاپن اهل ژاپن است.